# Michel Girouard (journaliste)
Pour les articles homonymes, voir Girouard.
Michel Girouard est un journaliste et chanteur québécois né le 29 août 1944 à Outremont et mort le 9 avril 2021 à Montréal.

## Biographie
Enfant, il participe à l'émission Les ondes enfantines, diffusée à la Télévision de Radio-Canada. 
Vers 17 ans, on lui propose de devenir rédacteur de l'hebdomadaire La Patrie, qui a comme public cible les jeunes.  Avec Joël Denis, il coanime aussi à CKAC l'émission radiophonique Salut les copains destinée aux adolescents. 
Au cours des années suivantes, Michel Girouard lance quelques 45 tours, dont:
- L'école et l'amour
- Toi qui étais mon amie
- Le grand jour
- Bras sous bras

Le 18 février 1972, Michel Girouard et son pianiste Réjean Tremblay se marient alors que le mariage homosexuel n'est toujours pas reconnu au Canada. L'animatrice de radio Hughette Proulx le défend publiquement,.  
Par la suite, Michel Girouard est chroniqueur artistique dans plusieurs émissions de télévision, dont Le Jardin des étoiles et Bon Dimanche.
Toujours accompagné par ses chiens, il est porte-parole des Pattes de l'espoir, qui consiste à faire un march-o-thon accompagné de chiens pour amasser des fonds pour la lutte contre le cancer.